# Società Dilettantistica Montegranaro Calcio Fermana Football Club 2016-2017
Questa voce raccoglie le informazioni riguardanti la Società Dilettantistica Montegranaro Calcio Fermana Football Club nelle competizioni ufficiali della stagione 2016-2017.

## Rosa

### Rosa
| N. |                    | Ruolo | Calciatore            |
| -- | ------------------ | ----- | --------------------- |
|    | Italia (bandiera)  | A     | Luciano Amendola      |
|    | Italia (bandiera)  | D     | Francesco Bossa       |
|    | Italia (bandiera)  | P     | Benedetto Bottaluscio |
|    | Italia (bandiera)  | D     | Gianluca Clemente     |
|    | Italia (bandiera)  | D     | Marco Comotto         |
|    | Italia (bandiera)  | A     | Luca Cremona          |
|    | Italia (bandiera)  | A     | Massimo D'Angelo      |
|    | Italia (bandiera)  | C     | Andrea Di Pinto       |
|    | Italia (bandiera)  | D     | Simone Falanga        |
|    | Italia (bandiera)  | C     | Ivan Fazzini          |
|    | Italia (bandiera)  | D     | Edoardo Ferrante      |
|    | Italia (bandiera)  | C     | Filippo Forò          |
|    | Italia (bandiera)  | C     | Andrea Gadda          |
|    | Italia (bandiera)  | D     | Giuseppe Ghiani       |
|    | Romania (bandiera) | D     | Florin Ispas          |
|    | Italia (bandiera)  | A     | Samuele Maurizi       |
|    | Italia (bandiera)  | D     | Taha Maghzaoui        |
|    | Italia (bandiera)  | C     | Stefano Mandorino     |

| N. |                      | Ruolo | Calciatore          |
| -- | -------------------- | ----- | ------------------- |
|    | Senegal (bandiera)   | D     | Bachir Mané         |
|    | Italia (bandiera)    | A     | Salvatore Margarita |
|    | Italia (bandiera)    | C     | Marco Mariani       |
|    | Italia (bandiera)    | A     | Tommaso Marolda     |
|    | Italia (bandiera)    | C     | Stefano Marti       |
|    | Italia (bandiera)    | C     | Alex Misin          |
|    | Argentina (bandiera) | A     | Hernan Molinari     |
|    | Italia (bandiera)    | D     | Alessandro Moretti  |
|    | Italia (bandiera)    | D     | Nicolò Musumeci     |
|    | Italia (bandiera)    | C     | Andrea Omiccioli    |
|    | Italia (bandiera)    | A     | Andrea Petrucci     |
|    | Italia (bandiera)    | P     | Emanuele Polverino  |
|    | Italia (bandiera)    | A     | Francesco Russo     |
|    | Senegal (bandiera)   | D     | Moustapha Sene Pape |
|    | Italia (bandiera)    | C     | Francesco Tristano  |
|    | Italia (bandiera)    | C     | Gianluca Urbinati   |
|    | Argentina (bandiera) | A     | Sebastian Valdes    |
|    | Italia (bandiera)    | P     | Mattia Valentini    |

## Risultati

### Serie D

#### Poule scudetto
| Arbitro: | Perenzoni (Rovereto) |

|  |           |           |
|  | Marcatori | 82’ Broso |

| Arbitro: | Cassella (Bra) |

|                           |           |                              |
| Marianeschi 24’ Brega 74’ | Marcatori | 6’, 49’ D'Angelo 11’ Cremona |